# Kusumi Morikage
Kusumi Morikage (久隅 守景, vers 1620-1690) est un peintre japonais de la période Edo originaire de la province de Kaga, centre des terres du clan Maeda. Victime de son maître, Kanō Tannyū, il devient le peintre officiel du clan Maeda. La sympathie qu'il éprouve pour les paysans et les pauvres gens de la période Edo se retrouve dans ses œuvres.
Il est le père de Kiyohara Yukinobu, une des femmes peintres les plus connues de l'école Kanō,.